# João Luiz Ribeiro
João Luiz Ribeiro (São Joaquim, 15 de julho de 1959 – 13 de outubro de 2023) foi um treinador e competidor de ginástica artística brasileiro. Disputou os Jogos Olímpicos de Verão de 1980, sendo o primeiro brasileiro a representar a modalidade nessa competição.

## Carreira
Sua carreira esportiva começou em 1973, quando foi convidado a treinar basquete no clube Sogipa. Devido à baixa estatura, acabou não prosperando nesse esporte.
Após a experiência no basquete, passou a experimentar os aparelhos de ginástica do clube. Foi convidado a treinar e ganhou uma bolsa de estudos para a sua formação. Passou a treinar no Tijuca, do Rio de Janeiro, em 1977, e foi para São Paulo em 1979, onde treinou no Pinheiros. Foi medalha de bronze por equipes nos Jogos Pan-Americanos de 1979, em San Juan, Porto Rico. Classificou-se para os Jogos Olímpicos de Verão de 1980, em Moscou, na Rússia.
Nos Jogos Olímpicos esteve na disputa do individual geral, terminando na 64.ª posição. Não se classificou para nenhuma final por aparelhos, sendo sua melhor posição um 53.º lugar no solo.
Após deixar as competições, passou a se dedicar à carreira de treinador e empresário. Em 2011, era dono de uma academia para treinamento de crianças nos Estados Unidos.
Morreu em 13 de outubro de 2023, aos 64 anos.